# Ахшери
Ахшери (Ахсери) — царь Манны приблизительно в 680—650 годах до н. э.
О Ахшери упоминается в надписях царя Ассирии Асархаддона. Ведя войны с этим правителем, Ахшери значительно расширил территорию Манны за счёт территории Ассирии и, по-видимому, Урарту. В борьбе с ассирийцами царь Манны опирался на помощь киммерийцев и скифов, поселившихся в «области страны маннеев». Поддерживал Мидию во время её выступления против Ассирии.
В 659 году до н. э. ассирийцы в правление царя Ашшурбанапала предприняли поход в Манну, с целью вернуть себе территории, потерянные в предыдущую войну. Войска «начальника глав» (высшая воинская должность в Ассирии после туртана) Набу-шарр-уцура перешли через Загрос. Ахшери попытался напасть на них и уничтожить во время ночевки, но это ему не удалось: маннейские войска были отброшены. Ассирийцы заняли 8 крепостей между южной границей Манны и её столицей Изирту. Ахшери перенёс свою резиденцию из находившейся под угрозой Изирту в крепость Ишштатту. Ассирийцы предприняли 15-дневную осаду как Изирту (возможно, современный Сыкказ), так и соседних крепостей Узбиа и Урмейате (современный Армаит, во времена Саргона упоминавшийся как Армед). Однако им не удалось взять эти крепости и они ограничились опустошением окрестностей и угоном людей в рабство, а также захватом скота.
На обратном пути ассирийцы атаковали пограничные крепости, захваченные маннеями при Асархаддоне. Первым удару подвергся Шурдиру. Этот город был захвачен и сожжён, а его территория была включена в состав Ассирийской державы. Затем ассирийцы захватили город Арсийаниш (урарт. Арсита), расположенный на горе Харси. Правитель города Райадишади был убит, а сам город сожжён. Также разрушению подверглись города Эриштейана, Бируа, Шарруикби, Гусуне и некоторые другие, а их территории были возвращены Ассирии.
Поражение, которое потерпел Ахшери, обострило внутренние противоречия в Манне. В текст времён Ашшурбанапала сообщается, что в Манне началось восстание свободных общинников-земледельцев и, возможно, рабов. Повстанцы убили Ахшери, «выбросили его труп на улицу и волочили по ней тело; его братьев, его семью, его род они побили оружием».